# アルヒェンホルト天文台

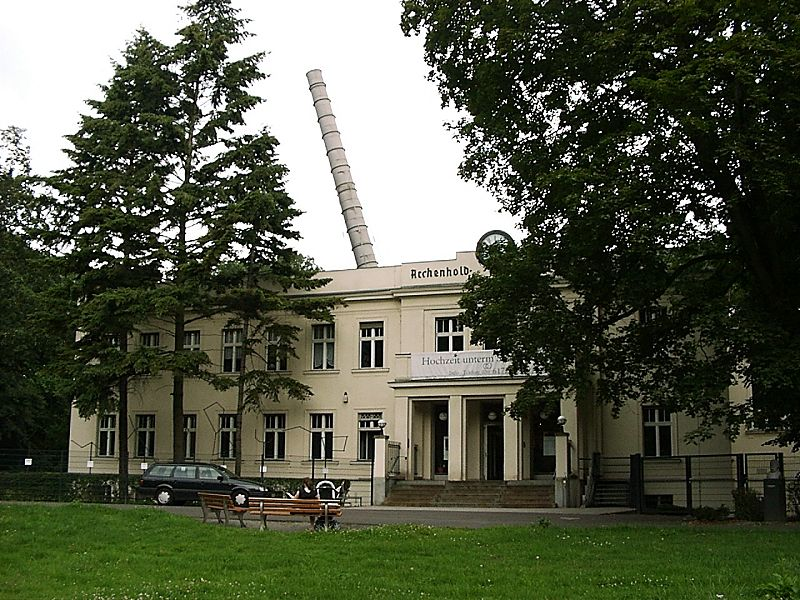
天文台概観

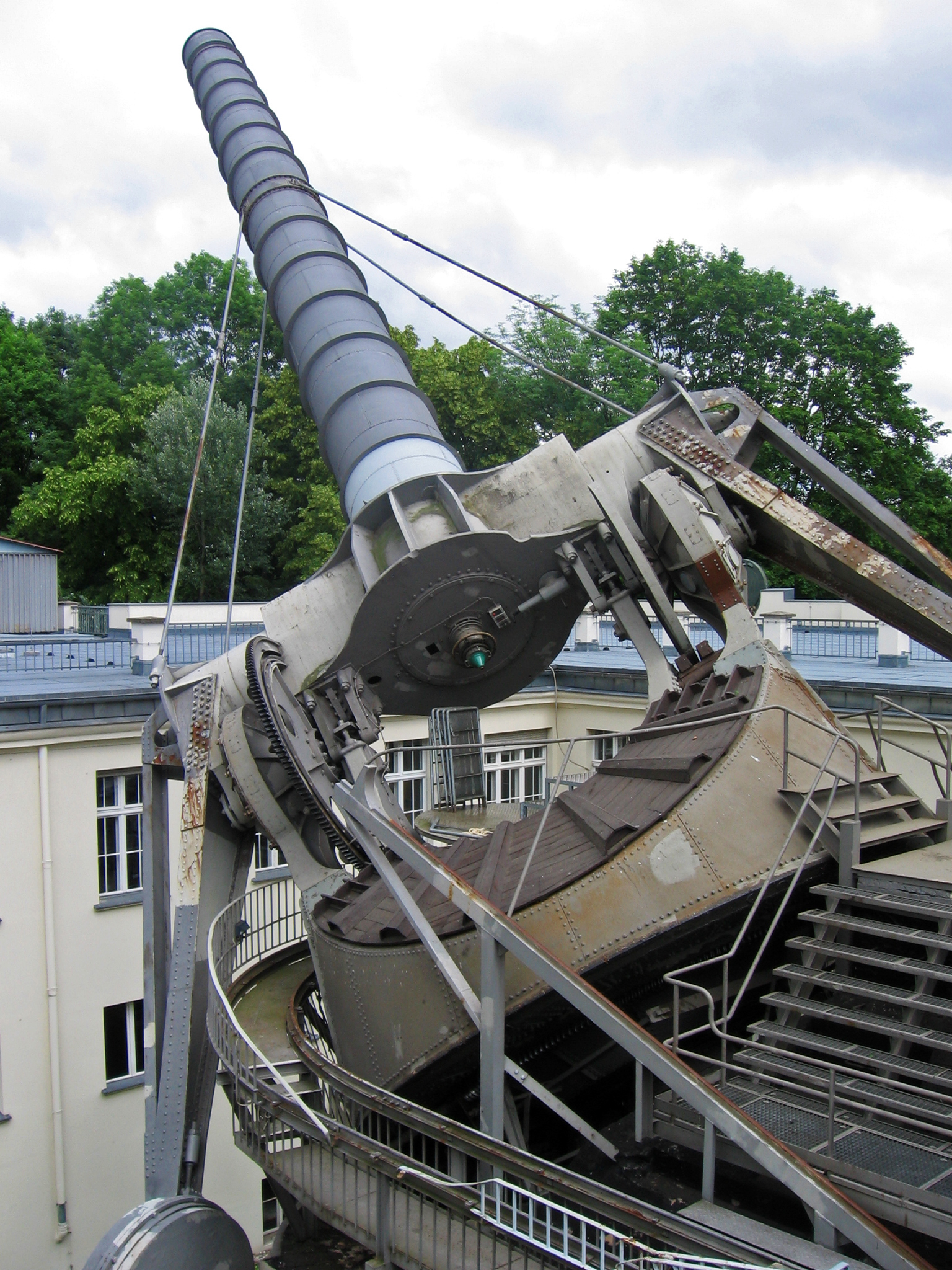
望遠鏡

アルヒェンホルト天文台（Archenhold Observatory）はベルリン、トレプトウ公園にある天文台で、創立者のフリードリッヒ・アルヒェンホルト (Friedrich Simon Archenhold) の名前が付けられている。長さ21mの屈折望遠鏡があることで知られている。
1896年5月1日のベルリン産業博覧会での公開のためにトレプトウ天文台として開設された。アルヒェンホルトの設計による当時世界最長の望遠鏡が造られた。レンズ直径は65cmである。1946年の50周年でアルヒェンホルト天文台と命名された。1958年から1983年の間の修理のため稼動できない期間を除いて運転可能な状態にされている。